# Saint-Amé
Saint-Amé è un comune francese di 2 216 abitanti situato nel dipartimento dei Vosgi nella regione del Grand Est.
Deve il suo nome a Sant'Amato di Remiremont (saint Amé).
Il territorio comunale è attraversato dal fiume Moselletta (Moselotte in francese).
È abitato da molte persone originarie del comune di Schignano in Provincia di Como, con cui è gemellato.

## Società

### Evoluzione demografica
Abitanti censiti